# (343322) Tomskuniver
(343322) Tomskuniver est un astéroïde de la ceinture principale.

## Description
(343322) Tomskuniver est un astéroïde de la ceinture principale. Il fut découvert le 6 février 2010 à Zelenchukskaya Station par Timur V. Kryachko. Il présente une orbite caractérisée par un demi-grand axe de 2,78 UA, une excentricité de 0,12 et une inclinaison de 11,7° par rapport à l'écliptique.